# Villeperdrix
Villeperdrix [vilpɛʁdʁi] est une commune française située dans le département de la Drôme, en région Auvergne-Rhône-Alpes.

## Géographie

### Localisation
Villeperdrix est située à 9 km au nord-ouest de Rémuzat et à 21 km au nord-est de Nyons (chef-lieu du canton).

### Relief et géologie
Sites particuliers :
- Montagne d'Angèle[1].

### Climat
Pour des articles plus généraux, voir Climat d'Auvergne-Rhône-Alpes et Climat de la Drôme.
En 2010, le climat de la commune est de type climat méditerranéen altéré, selon une étude du Centre national de la recherche scientifique s'appuyant sur une série de données couvrant la période 1971-2000. En 2020, Météo-France publie une typologie des climats de la France métropolitaine dans laquelle la commune est exposée à un climat de montagne ou de marges de montagne et est dans la région climatique  Alpes du sud, caractérisée par une pluviométrie annuelle de 850 à 1 000 mm, minimale en été. 
Pour la période 1971-2000, la température annuelle moyenne est de 11,9 °C, avec une amplitude thermique annuelle de 16,8 °C. Le cumul annuel moyen de précipitations est de 961 mm, avec 7,3 jours de précipitations en janvier et 4,5 jours en juillet. Pour la période 1991-2020, la température moyenne annuelle observée sur la station météorologique de Météo-France la plus proche, « Remuzat », sur la commune de Rémuzat à 6 km à vol d'oiseau, est de 11,9 °C et le cumul annuel moyen de précipitations est de 889,2 mm,. Pour l'avenir, les paramètres climatiques de la commune estimés pour 2050 selon différents scénarios d'émission de gaz à effet de serre sont consultables sur un site dédié publié par Météo-France en novembre 2022.

## Urbanisme

### Typologie
Au 1er janvier 2024, Villeperdrix est catégorisée commune rurale à habitat très dispersé, selon la nouvelle grille communale de densité à 7 niveaux définie par l'Insee en 2022.
Elle est située hors unité urbaine. Par ailleurs la commune fait partie de l'aire d'attraction de Nyons, dont elle est une commune de la couronne,. Cette aire, qui regroupe 17 communes, est catégorisée dans les aires de moins de 50 000 habitants,.

### Occupation des sols
L'occupation des sols de la commune, telle qu'elle ressort de la base de données européenne d’occupation biophysique des sols Corine Land Cover (CLC), est marquée par l'importance des forêts et milieux semi-naturels (91,8 % en 2018), une proportion sensiblement équivalente à celle de 1990 (92,4 %). La répartition détaillée en 2018 est la suivante : 
milieux à végétation arbustive et/ou herbacée (65,4 %), forêts (17,8 %), espaces ouverts, sans ou avec peu de végétation (8,6 %), zones agricoles hétérogènes (5,4 %), cultures permanentes (2,9 %). L'évolution de l’occupation des sols de la commune et de ses infrastructures peut être observée sur les différentes représentations cartographiques du territoire : la carte de Cassini (XVIIIe siècle), la carte d'état-major (1820-1866) et les cartes ou photos aériennes de l'IGN pour la période actuelle (1950 à aujourd'hui).

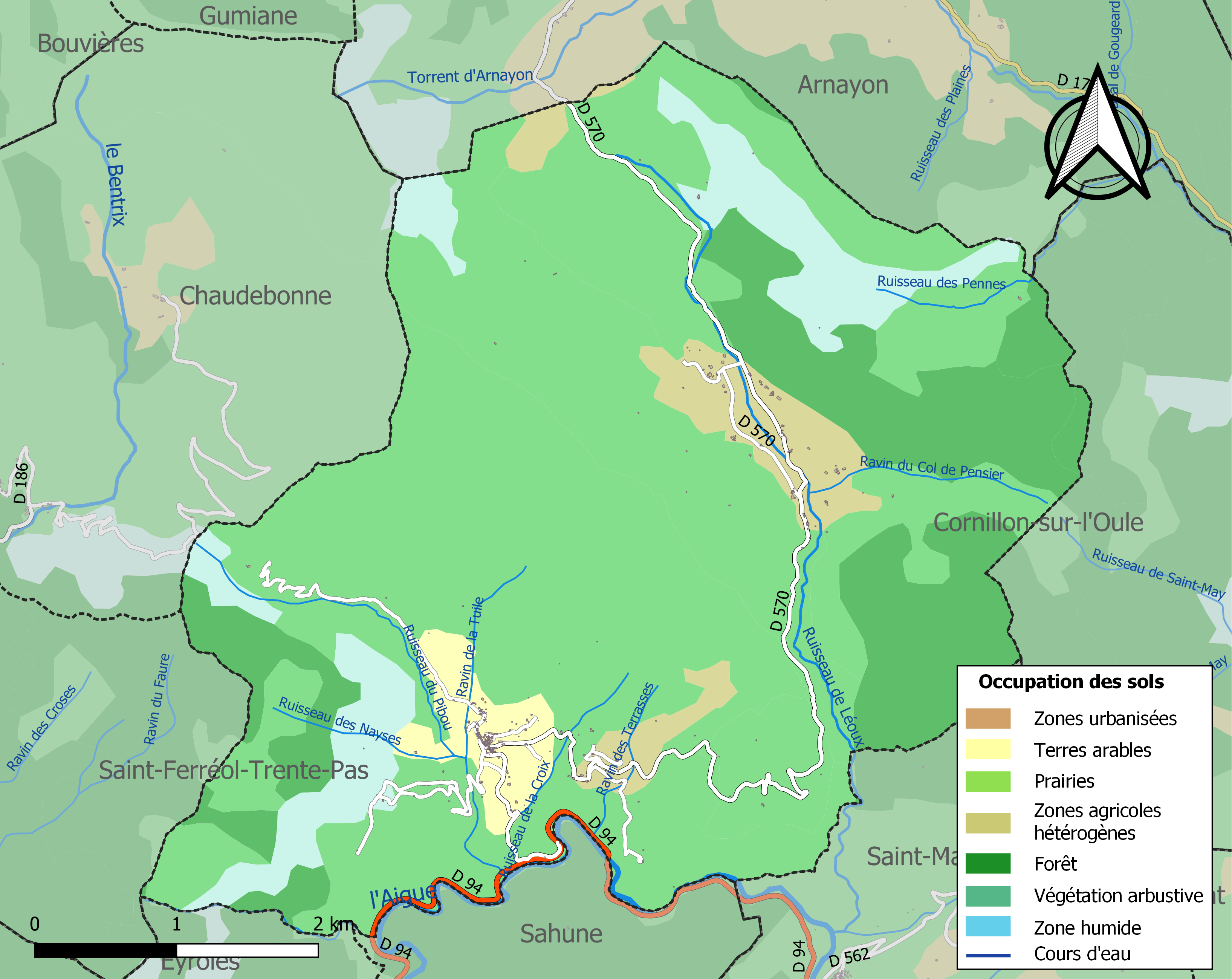
Carte des infrastructures et de l'occupation des sols de la commune en 2018 (CLC).

### Morphologie urbaine

#### Hameaux et lieux-dits
Voir Géoportail.

## Toponymie

### Attestations
Dictionnaire topographique du département de la Drôme :
- XIVe siècle : mention du prieuré : prioratus de Villeperdicis (pouillé de Die) ;
- 1449 : mention du prieuré : prioratus de Villaperdis (pouillé hist.) ;
- 1509 : mention de l'église paroissiale Saint-Pierre : ecclesia parrochialis Sancti Petri Ville Perdricis (visites épiscopales) ;
- 1516 : mention du prieuré : prioratus Villae Perdicis et Guimianae (rôle de décimes) ;
- 1529 : Villeperdriz (archives hosp. de Crest) ;
- 1610 : Saint-Pierre de Villeperdix (archives de la Drôme, E 2357) ;
- 1891 : Villeperdrix, commune du canton de la Motte-Chalancon.

## Histoire

### Antiquité: les Gallo-romains

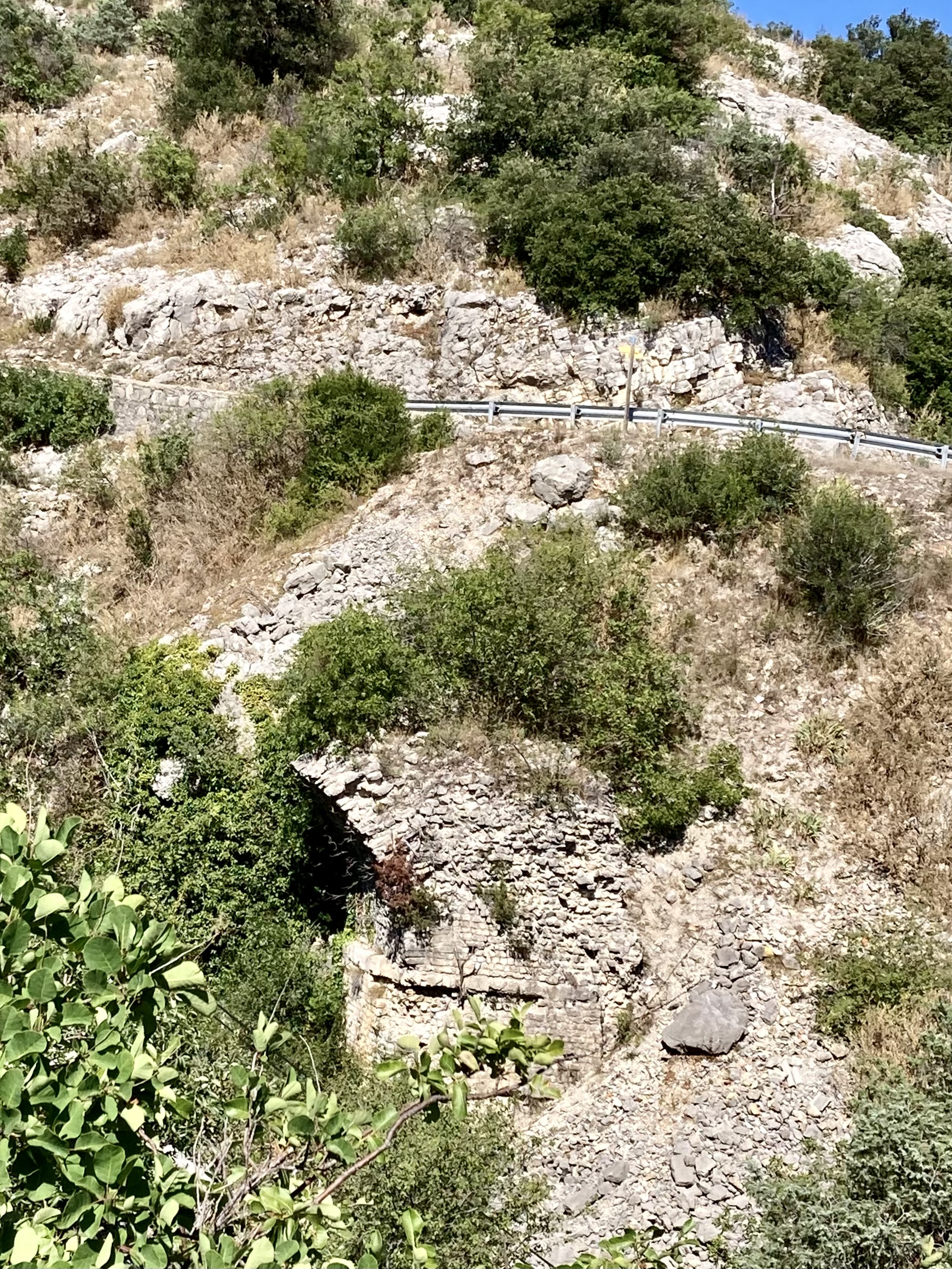
Vestiges de l’arche du pont.

Villeperdrix se trouve sur l'ancienne voie qui reliait les deux cités et capitales du peuple voconce : Vasio et Lucus Augusti (Luc-en-Diois). Cette voie passait par la vallée de l'Eygues, de l'Oule et de la Béoux.

La présence romaine est attestée par les vestiges du pont romain.

Inscrit à l'inventaire des Monuments Historiques depuis 1989, il est composé d'une arche unique ancrée sur le rocher, parementé en petit appareil de moellons réguliers ; on peut voir les trous de boulins (pour les échafaudages).

Le pont était encore utilisable au début du XXe siècle ; il aurait été détruit dans les années 1930.

Franchissant le torrent de la Croix, il fait partie de la voie antique que l'on peut encore voir en suivant l'escarpement, avec murs de soutènement et traces d'ornières. Il daterait de la fin du premier siècle.

### Du Moyen Âge à la Révolution
La seigneurie :
- Au point de vue féodal, Villeperdrix était une terre du fief des évêques de Die.
- 1236 : possession des Bourdeaux.
- 1475 : possession des (de) Pierre.
- Elle passe aux Morges.
- Milieu XVIIIe siècle : acquise par les Plantin, derniers seigneurs.

Avant 1790, Villeperdrix était une communauté de l'élection de Montélimar, de la subdélégation de Crest et du bailliage de Die.

Elle formait une paroisse du diocèse de Die, dont l'église dédiée à saint Pierre, était celle d'un prieuré de l'ordre de Saint-Benoit (filiation de Cluny et dépendance du prieuré de Saint-Amand de Montségur). Les dîmes appartenaient au prieur du lieu et la cure était de la collation de l'évêque diocésain.

#### L'Abbaye
Dictionnaire topographique du département de la Drôme :
- XIVe siècle : mention du prieuré : prioratus de Ville Perdicis (pouillé de Die).
- 1576 : mention du prieuré : prioratus Villae Perdicis et Guimianae (rôle de décimes).
- 1610 : Saint-Pierre de Villeperdrix (archives de la Drôme, E 2357).
- 1626 : mention du prieuré : prioratus de Villaperdis (pouillé gén.).
- 1891 : L'Abbaye, ruines sur la commune de Villeperdrix.

Ancienne abbaye de l'ordre de Saint-Benoît, convertie dès le XIVe siècle en un prieuré de la dépendance de Cluny, dont le titulaire était décimateur dans les paroisses de Gumiane, de Léoux et de Villeperdrix.

### De la Révolution à nos jours
En 1790, la commune est comprise dans le canton de la Motte-Chalancon.
Avant 2015, elle est passée dans le canton de Rémuzat.

## Politique et administration

### Liste des maires
| Période                                                                   | Période                      | Identité                           | Étiquette | Qualité       |
| ------------------------------------------------------------------------- | ---------------------------- | ---------------------------------- | --------- | ------------- |
| Les données manquantes sont à compléter.                                  |                              |                                    |           |               |
| 1792                                                                      | 1809                         | Alexandre François Fabre           |           |               |
| 1809                                                                      | 1817                         | Antoine Rasclard                   |           |               |
| 1817                                                                      | 1822                         | Louis Terrot                       |           |               |
| 1822                                                                      | 1848                         | Honoré Antoine Barnoin             |           |               |
| 1848                                                                      | 1855                         | Antoine Honoré Barnoin             |           |               |
| 1855                                                                      | 1860                         | Antoine François Barnoin           |           |               |
| 1860                                                                      | 1870                         | Antoine Honoré Barnoin             |           |               |
| 1870                                                                      | 1871                         | Ferdinand Honoré Antonin Barnoin   |           |               |
| Les données manquantes sont à compléter. : depuis la fin du Second Empire |                              |                                    |           |               |
| 1871                                                                      | 1874                         | Ferdinand Honoré Antonin Barnoin   |           | maire sortant |
| 1874                                                                      | 1878                         | Ferdinand Honoré Antonin Barnoin   |           | maire sortant |
| 1878                                                                      | 1881                         | Pascal Gourru                      |           |               |
| 1881 (statut ?)                                                           | 1884                         | Honoré Ferdinand Barnoin           |           |               |
| 1884                                                                      | 1888                         | Honoré Ferdinand Barnoin           |           | maire sortant |
| 1888                                                                      | 1892                         | Honoré Ferdinand Barnoin           |           | maire sortant |
| 1892                                                                      | 1896                         | Jacques Cheyron                    |           |               |
| 1896                                                                      | 1900                         | Jacques Cheyron                    |           | maire sortant |
| 1900                                                                      | 1904                         | Jacques Cheyron                    |           | maire sortant |
| 1904                                                                      | 1908                         | Jacques Cheyron                    |           | maire sortant |
| 1908                                                                      | 1912                         | Jean Pierre Donzet                 |           |               |
| 1912                                                                      | 1913                         | Jean Pierre Donzet                 |           | maire sortant |
| 1913 (statut ?)                                                           | 1919                         | Adrien Poncon                      |           |               |
| 1919                                                                      | 1922                         | Maurice Barnoin                    |           |               |
| 1922 (statut ?)                                                           | 1945                         | Elie Roullet                       |           |               |
| 1925                                                                      | 1929                         | Elie Roullet                       |           | maire sortant |
| 1929                                                                      | 1935                         | Elie Roullet                       |           | maire sortant |
| 1935                                                                      | 1945                         | Elie Roullet                       |           | maire sortant |
| 1945                                                                      | 1947                         | Felix Laget                        |           |               |
| 1947                                                                      | 1951                         | Felix Laget                        |           | maire sortant |
| 1951 (statut ?)                                                           | 1953                         | Gabriel Favier                     |           |               |
| 1953                                                                      | 1959                         | Gabriel Favier                     |           | maire sortant |
| 1959                                                                      | 1965                         | Gabriel Favier                     |           | maire sortant |
| 1965                                                                      | 1971                         | Gabriel Favier                     |           | maire sortant |
| 1971                                                                      | 1977                         | Georges Brun                       | Centre    |               |
| 1977                                                                      | 1983                         | Georges Brun                       |           | maire sortant |
| 1983                                                                      | 1989                         | Georges Brun                       |           | maire sortant |
| 1989                                                                      | 1995                         | Georges Brun                       |           | maire sortant |
| 1995                                                                      | 2001                         | Gérard Plantevin                   | DVG       |               |
| 2001                                                                      | 2008                         | Gérard Plantevin                   |           | maire sortant |
| 2008                                                                      | 2014                         | Gérard Plantevin                   |           | maire sortant |
| 2014                                                                      | 2020                         | Jacques Nivon                      | DVG       | cadre         |
| 2020                                                                      | En cours (au 3 janvier 2021) | Jacques Nivon[source insuffisante] |           | maire sortant |

### Rattachements administratifs et électoraux
Pour les élections législatives, avant mars 2015, la commune faisait partie du Canton de Rémuzat. Elle appartient désormais à la Troisième circonscription de la Drôme.

## Population et société

### Démographie
L'évolution du nombre d'habitants est connue à travers les recensements de la population effectués dans la commune depuis 1793. Pour les communes de moins de 10 000 habitants, une enquête de recensement portant sur toute la population est réalisée tous les cinq ans, les populations de référence des années intermédiaires étant quant à elles estimées par interpolation ou extrapolation. Pour la commune, le premier recensement exhaustif entrant dans le cadre du nouveau dispositif a été réalisé en 2005.

En 2022, la commune comptait 102 habitants, en évolution de −12,82 % par rapport à 2016 (Drôme : +2,64 %, France hors Mayotte : +2,11 %).
| 1793 | 1800 | 1806 | 1821 | 1831 | 1836 | 1841 | 1846 | 1851 |
| ---- | ---- | ---- | ---- | ---- | ---- | ---- | ---- | ---- |
| 495  | 506  | 527  | 552  | 594  | 580  | 540  | 542  | 538  |

| 1856 | 1861 | 1866 | 1872 | 1876 | 1881 | 1886 | 1891 | 1896 |
| ---- | ---- | ---- | ---- | ---- | ---- | ---- | ---- | ---- |
| 489  | 501  | 516  | 504  | 507  | 485  | 420  | 386  | 365  |

| 1901 | 1906 | 1911 | 1921 | 1926 | 1931 | 1936 | 1946 | 1954 |
| ---- | ---- | ---- | ---- | ---- | ---- | ---- | ---- | ---- |
| 372  | 345  | 316  | 243  | 218  | 208  | 189  | 143  | 125  |

| 1962 | 1968 | 1975 | 1982 | 1990 | 1999 | 2005 | 2006 | 2010 |
| ---- | ---- | ---- | ---- | ---- | ---- | ---- | ---- | ---- |
| 106  | 93   | 83   | 81   | 93   | 110  | 107  | 106  | 105  |

| 2015 | 2020 | 2022 | - | - | - | - | - | - |
| ---- | ---- | ---- | - | - | - | - | - | - |
| 116  | 101  | 102  | - | - | - | - | - | - |

### Enseignement
La commune est rattachée à l'académie de Grenoble.

### Manifestations culturelles et festivités
- Fête : le deuxième dimanche de septembre[1].

### Loisirs
- Randonnées[1].

### Médias
Le territoire de la commune se situe dans l'aire de diffusion de plusieurs médias :

#### Presse écrite
- Le Dauphiné libéré, quotidien régional qui consacre, chaque jour, y compris le dimanche, dans son édition de « Romans et Drôme des collines » un ou plusieurs articles à l'actualité du canton et de la commune, ainsi que des informations sur les éventuelles manifestations locales, les travaux routiers, et autres événements divers à caractère local.
- L'Agriculture Drômoise, journal d'informations agricoles et rurales qui couvre l'ensemble du département de la Drôme.
- Drôme Hebdo (ancien Peuple Libre), hebdomadaire chrétien d'informations.

#### Presse audio-visuelle
- Ici Drôme Ardèche est une radio publique diffusée sur son territoire et de celui du département de la Drôme.

## Économie

### Agriculture
En 1992 : oliviers, pâturages (ovins, caprins).

## Culture locale et patrimoine

### Lieux et monuments

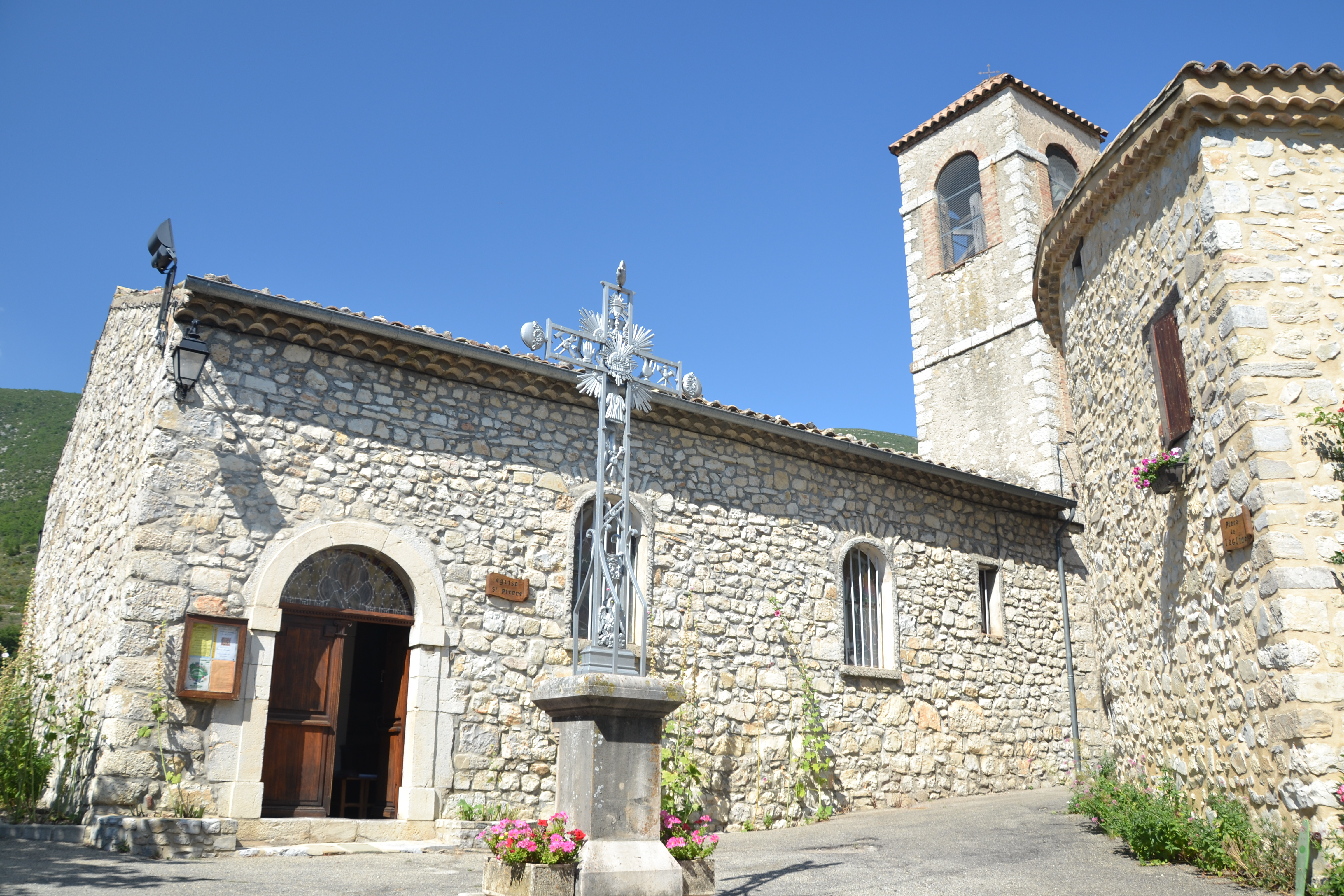
Église de Villeperdrix.

- Vestige du pont romain (culée)[1] de Villeperdrix (voir plus haut : paragraphe Histoire).
- Restes des anciens remparts avec maison intégrées[1].
- Ruines du prieuré[1].
- Église Saint-Pierre de Villeperdrix.
- Église Notre-Dame-des-Champs de Léoux.

Au lieu-dit Léoux : emplacement de l'ancien castrum médiéval[réf. nécessaire].

### Patrimoine naturel
- Grottes[1].

### Personnalités liées à la commune
- Alexia Carr (1971), artiste
- Catherine Silie (1938-2021), pianiste

### Héraldique, logotype et devise
|  | Villeperdrix possède des armoiries dont l'origine et le blasonnement exact ne sont pas disponibles. |